# Marathon van Fukuoka 2007
De marathon van Fukuoka 2007 werd gelopen op zondag 2 december 2007. Het was de 61e editie van de marathon van Fukuoka. Aan deze wedstrijd mochten alleen mannelijke elitelopers deelnemen. De Keniaan Samuel Wanjiru kwam als eerste over de streep in 2:06.39.

## Uitslagen
| rang   | naam              | land | tijd    |
| ------ | ----------------- | ---- | ------- |
| Goud   | Samuel Wanjiru    | KEN  | 2:06.39 |
| Zilver | Deriba Merga      | ETH  | 2:06.50 |
| Brons  | Atsushi Sato      | JPN  | 2:07.13 |
| 4      | Yuko Matsumiya    | JPN  | 2:09.40 |
| 5      | Shigeru Aburaya   | JPN  | 2:10.30 |
| 6      | Kensuke Takahashi | JPN  | 2:11.52 |
| 7      | Daniel Yego       | KEN  | 2:11.57 |
| 8      | Atsushi Fujita    | JPN  | 2:12.29 |
| 9      | Naoki Mishiro     | JPN  | 2:12.56 |
| 10     | Toshinari Takaoka | JPN  | 2:13.40 |
| 11     | Masaya Shimizu    | JPN  | 2:14.80 |
| 12     | Michitane Noda    | JPN  | 2:14.18 |
| 13     | Alberto Chaíça    | POR  | 2:14.49 |
| 14     | Brett Cartwright  | AUS  | 2:15.02 |
| 15     | Makoto Ogura      | JPN  | 2:17.16 |
| 16     | Takuro Yamashita  | JPN  | 2:17.30 |
| 17     | Muneyuki Ojima    | JPN  | 2:18.24 |
| 18     | Koichi Fujino     | JPN  | 2:19.28 |
| 19     | Yuki Murato       | JPN  | 2:19.35 |
| 20     | Kaito Iwayama     | JPN  | 2:20.27 |

1947 ·
1948 ·
1949 ·
1950 ·
1951 ·
1952 ·
1953 ·
1954 ·
1955 ·
1956 ·
1957 ·
1958 ·
1959 ·
1960 ·
1961 ·
1962 ·
1963 ·
1964 ·
1965 ·
1966 ·
1967 ·
1968 ·
1969 ·
1970 ·
1971 ·
1972 ·
1973 ·
1974 ·
1975 ·
1976 ·
1977 ·
1978 ·
1979 ·
1980 ·
1981 ·
1982 ·
1983 ·
1984 ·
1985 ·
1986 ·
1987 ·
1988 ·
1989 ·
1990 ·
1991 ·
1992 ·
1993 ·
1994 ·
1995 ·
1996 ·
1997 ·
1998 ·
1999 ·
2000 ·
2001 ·
2002 ·
2003 ·
2004 ·
2005 ·
2006 ·
2007 ·
2008 ·
2009 ·
2010 ·
2011 ·
2012 ·
2013 ·
2014 ·
2015 ·
2016 ·
2017